# Bordeaux Métropole

Gemeenten van Bordeaux Métropole

Bordeaux Métropole is een samenwerkingsverband van gemeenten in de agglomeratie Bordeaux in de regio Nouvelle-Aquitaine in het zuidwesten van Frankrijk. Het samenwerkingsverband verenigt 28 gemeentes met een totaal inwonersaantal van 749.595 zielen in 2013. Het verband is opgericht per 1 januari 2015 als opvolger van de Communauté Urbaine de Bordeaux. De administratieve zetel bevindt zich in de zakenwijk Mériadeck in het centrum van Bordeaux. Huidig voorzitter van het samenwerkingsverband is Alain Juppé, tevens burgemeester van de gemeente Bordeaux. 

## Aangesloten gemeenten
De onderstaande tabel is een opsomming van de aangesloten gemeenten. 
| Gemeente                   | Inwoners | Oppervlakte (km2) | Bevolkingsdichtheid (inwoners/km2) |
| -------------------------- | -------- | ----------------- | ---------------------------------- |
| Bordeaux                   | 243.626  | 49,36             | 4.936                              |
| Ambarès-et-Lagrave         | 14.609   | 24,76             | 590                                |
| Ambès                      | 3.209    | 28,85             | 111                                |
| Artigues-près-Bordeaux     | 7.821    | 7,28              | 1.074                              |
| Bassens                    | 6.991    | 10,28             | 680                                |
| Bègles                     | 26.104   | 9,96              | 2.621                              |
| Blanquefort                | 15.297   | 33,72             | 454                                |
| Bouliac                    | 3.228    | 7,48              | 432                                |
| Bruges                     | 16.954   | 14,22             | 1.192                              |
| Carbon-Blanc               | 7.249    | 3,86              | 1.878                              |
| Cenon                      | 22.882   | 5,52              | 4.145                              |
| Eysines                    | 21.762   | 12,01             | 1.812                              |
| Floirac                    | 16.531   | 8,67              | 1.907                              |
| Gradignan                  | 24.439   | 15,77             | 630                                |
| Le Bouscat                 | 23.207   | 5,28              | 4.395                              |
| Le Haillan                 | 9.939    | 9,26              | 1.073                              |
| Le Taillan-Médoc           | 9.557    | 15,16             | 630                                |
| Lormont                    | 20.770   | 7,36              | 2.822                              |
| Martignas-sur-Jalle        | 7.355    | 26,39             | 279                                |
| Mérignac                   | 68.386   | 48,17             | 1.420                              |
| Parempuyre                 | 7.922    | 21,80             | 363                                |
| Pessac                     | 60.763   | 38,82             | 1.565                              |
| Saint-Aubin-de-Médoc       | 6.539    | 34,72             | 188                                |
| Saint-Louis-de-Montferrand | 2.092    | 10,80             | 194                                |
| Saint-Médard-en-Jalles     | 29.178   | 85,28             | 342                                |
| Saint-Vincent-de-Paul      | 1.005    | 13,88             | 72                                 |
| Talence                    | 41.517   | 8,35              | 4.972                              |
| Villenave-d'Ornon          | 30.663   | 21,26             | 1.442                              |